# Cecilia Sandell
Ann Cecilia Sandell (Karlskrona, 10 juni 1968) is een voormalig voetbalster uit Zweden, die speelde als verdedigster. Ze vertegenwoordigde haar vaderland bij twee opeenvolgende Olympische Spelen: 1996 en 2000.
Sandell speelde in totaal 62 officiële interlands (drie goals) voor de Zweedse nationale ploeg. Ze maakte haar debuut voor haar vaderland in de wedstrijd tegen Noorwegen (3-3) in augustus 1992. Sandell speelde clubvoetbal voor Lindsdals IF en Älvsjö AIK.